# Musique postmoderne
La musique postmoderne est, soit la musique de l'ère postmoderne, soit la musique qui applique l'idéologie de la postmodernité. 
Comme son nom l'indique, le mouvement du postmodernisme s'est formé en réaction, ou plutôt comme un dépassement de la musique moderne. De fait, la musique postmoderne s'est généralement définie à la fin du XXe siècle en opposition à la musique moderne. Une œuvre peut être soit moderne, soit postmoderne, mais pas les deux.

## Origine historique
Henry W Sullivan suggère que la transition dans la musique, du moderne au postmoderne se déroule à la fin des années 1960, influencée en partie par le rock psychédélique et d'un ou de plusieurs des albums tardifs des Beatles (Sullivan 1995, 217). Pour Otto Karolyi et Leonard B. Meyer les débuts de la musique postmoderne ont lieu bien plus tôt, autour de 1930 (Karolyi 1994, p. 135; Meyer, 1994, p. 331-332).

## L'attitude musicale postmoderne
Jonathan Kramer énonce l'idée (à la suite d'Umberto Eco et Jean-François Lyotard), que le postmodernisme (y compris en musique) est moins un style en apparence ou une période historique (c'est-à-dire, une condition) qu'une attitude. Kramer énumère 16 « caractéristiques de la musique postmoderne, voulant signifier que la musique est comprise d'une manière postmoderne, ou qu'elle appelle des stratégies d'écoute postmoderne, ou qu'elle offre des expériences d'écoute postmoderne, ou qu'elle présente des pratiques de composition postmoderne ».
Selon Kramer (Kramer 2002, 16-17), la musique postmoderne :
1. n'est pas simplement un rejet de la modernité ou sa continuation, mais a des aspects à la fois de rupture et d'extension
2. est à un certain niveau et d'une certaine façon, ironique
3. ne respecte pas les limites entre les sonorités et les procédés du passé et du présent
4. remet en question les barrières entre styles « élevé » et « faible »
5. montre un dédain pour la valeur incontestable de l'unité structurelle
6. questionne l'exclusivité réciproque des valeurs élitiste et populiste
7. évite les formes totalisantes (par exemple, ne veut pas des pièces comme des  entités tonales, sérielles ou façonnées dans  un autre moule)
8. ne considère pas la musique de manière autonome, mais relevant de contextes culturels, sociaux et politiques
9. inclut des citations ou des références de musiques provenant de  nombreuses traditions et cultures
10. considère la technologie pas uniquement comme une manière de préserver et de transmettre la musique, mais aussi comme profondément impliquée dans la production et l'essence de la musique
11. englobe les contradictions
12. se méfie des oppositions binaires
13. inclut des fragmentations et des discontinuités
14. contient le pluralisme et l'éclectisme
15. présente plusieurs significations  et de multiples temporalités
16. situe la signification et même la structure chez l'auditeur, plus que dans les partitions, les interprétations ou les compositeurs

Perçue comme une réaction contre la complexité et le radicalisme post-sériel, l'attitude postmoderne se veut une revendication vers des formes métissées, par l'emploi du collage et de la citation de musiques d'origines diverses

## Caractéristiques

### Retour à la mélodie
Pour les compositeurs postmodernes le retour à la mélodie est une condition de la perception auditive, permettant la hiérarchisation du son qui va du bruit au tonal. Avec son opéra Votre Faust Henri Pousseur fait de Anton Webern l'axe qui amène cette perception vers deux directions opposées : « du Webern au tonal, et du Webern au bruit ». 
Deux autres compositeurs sont représentatifs de ce retour à la mélodie après un parcours marqué par l'atonalité. Karlheinz Stockhausen à partir de 1970 avec Mantra basé sur une formule mélodique qui ne cesse de se répéter, selon la définition du compositeur, par des « extensions dans le temps ou dans l'espace ». Arvo Pärt quant à lui revient à la mélodie  en passant par la musique modale qui renvoie aux systèmes d'écritures des monodies médiévales, principalement le chant grégorien, et des polyphonies de l'école de Notre-Dame. Avec Tabula Rasa et Fratres, la démarche ascétique de Pärt  se rapproche du Satie de la période mystique (Ogives, Danses gothiques) privilégiant le dépouillement, la stabilité et la simplicité, qui sont à la base du tintinabulisme.

### Répétitivité
Dans le postmodernisme musical, l'emploi de la répétitivité comme moyen de composition est celui qui sollicite le plus la perception auditive.  Le moindre changement ou progression devient audible en se concentrant sur la dimension acoustique du son, produisant sur l'auditeur une fascination et un état de méditation. Les minimalistes américains sont les principaux promoteurs de ce système de composition et, comme acteurs importants du postmodernisme, ceux qui vont rompre le plus radicalement avec le sérialisme.
Pour B. Ramaut-Chevassus, l'approche  de la musique répétitive aux États-Unis est différente  de l'Europe. Plus cosmique chez les Américains dont l'inspiration prend ses racines dans les musiques et les philosophies  extra-occidentales, et plus terrestre en Europe, où le minimalisme se combine à la technique de la citation et se réfère plus directement aux traditions classiques, comme chez Michael Nyman, qui associe le minimalisme avec une écriture musicale hérité du baroque, comme dans sa musique pour le film Meurtre dans un jardin anglais, qui rappelle Henry Purcell.

### Citation et collage
Le sérialisme voulait faire table rase du passé. Le postmodernisme, dans sa volonté de renouer avec l'histoire de la musique, va faire usage de la citation comme référence à ce passé. La citation s'insère en tant qu'élément hétérogène dans l'œuvre comme un rappel qui transmet un souvenir précis à l'auditeur qui l'identifie.
Klaus Huber utilise la citation comme un message dans l'affirmation de sa foi. Ainsi, dans Senfkorn, il cite un air tiré de la cantate 159 de Bach pour sa valeur symbolique.
Dans le collage musical à la différence de la citation que l'on identifie dans un contexte musical par sa différence, c'est toute l'œuvre qui est un brassage d'élément d'origines diverses. Dans la postmodernité l'œuvre la plus représentative de cette technique musicale est la Sinfonia de Berio, qui regroupe dans son troisième mouvement, entre autres, le premier concerto Brandbourgeois de Bach, les Cinq pièces  de Schoenberg, les deuxième et quatrième symphonie de Mahler, La Mer de Debussy, La Valse de Ravel, Le Sacre du printemps de Stravinsky, Pli selon pli de Boulez, Gruppen de Stockhausen.

## Compositeurs représentatifs
Les pratiques expérimentales de la musique du XXe siècle comme celles des compositeurs américains et canadiens John Cage,  Michel Smith, André Éric Létourneau, Emmanuel Madan, Robert Ashley,  Takehisa Kosugi,  Pauline Oliveros, Gordon Mumma et Laurie Anderson représentent des exemples de musique postmoderne. De même certaines musiques hybrides comme celles du groupe The Residents ou de Frank Zappa correspondent aux qualificatifs qui distinguent les musiques postmodernes.  Pour Béatrice Ramaut Chevassus, l'œuvre significative de la postmodernité est la Sinfonia de Luciano Berio. D'autres courants comme les minimalistes américains, Steve Reich, les premières œuvres de Philip Glass, et celles de John Adams, et le courant des compositeurs néo-tonaux mystiques estoniens représentés par Arvo Pärt ou apparentés comme Giya Kancheli et Alfred Schnittke sont représentatifs de l'attitude postmoderne.